# Димитър Стоянов – Мире
Димитър (Димче) Стоянов Миревски – Мире (на македонска литературна норма: Димитар (Димче) Стојанов - Мире) е държавник от Социалистическа република Македония.

## Биография
Роден е в 1910 година в Прилеп, който тогава е в Османската империя. Завършва история в Белградския университет през 1935. Сръбски учител в гимназиите в Прилеп (1935 - 1940) и Печ (1940-1941).
По време на Втората световна война е български учител в Кратово (1941 - 1942) и Народна мъжка гимназия „Цар Борис ІІІ“ (Ловеч) (1942-1943). Заедно с Методи Андонов-Ченто е интерниран в лагера Чучулигово в България. След завръщането оттам към началото на 1944 година се включва във Втората и Петата македонски ударни бригади на югославските македонски партизани. Участва в първото заседание на АСНОМ на 2 август 1944 година. На Второто заседание на АСНОМ на 30 декември 1944 година е избран за член на неговия Президиум и за повереник (министър) за просветата на Демократична Федерална Македония. В периода 1947-1951 е министър на образованието в СРМ.
След войната заема различни политически, държавни и обществени постове. Председател на Народното събрание на Народна Република Македония от 4 януари 1951 г. до 18 декември 1953 г. Директор на Държавния архив на Македония от 1960 до 1978 година. Умира на 4 септември 1991 година в Скопие.